# گیورگی دمترادزه
گیورگی دمترادزه (گرجی: გიორგი დემეტრაძე؛ زادهٔ ۲۶ سپتامبر ۱۹۷۶) بازیکن فوتبال اهل گرجستان است.

## باشگاهی
از باشگاه‌هایی که در آن بازی کرده‌است می‌توان به باشگاه فوتبال فاینورد، باشگاه فوتبال لوکوموتیو مسکو، باشگاه فوتبال باکو، باشگاه فوتبال متالوره دونتسک، باشگاه فوتبال مکابی تل‌آویو، باشگاه فوتبال دینامو تفلیس، باشگاه فوتبال رئال سوسیداد، باشگاه فوتبال دینامو کیف، باشگاه فوتبال آرسنال کی‌یف، اشاره کرد.

## تیم ملی
وی همچنین در تیم‌های ملی فوتبال Georgia U21 و گرجستان بازی کرده‌است.